# Vorderzungenvokal
Vorderzungenvokale sind Vokale, bei denen die Zunge so weit vorne wie möglich ist ohne eine Verengung, die zu einem Konsonanten führte, zu erzeugen.
Die Vorderzungenvokale sind:
- Ungerundeter geschlossener Vorderzungenvokal [i]
- Gerundeter geschlossener Vorderzungenvokal [y]
- Ungerundeter zentralisierter fast geschlossener Vorderzungenvokal [ɪ]
- Gerundeter zentralisierter fast geschlossener Vorderzungenvokal [ʏ]
- Ungerundeter halbgeschlossener Vorderzungenvokal [e]
- Gerundeter halbgeschlossener Vorderzungenvokal [ø]
- Ungerundeter halboffener Vorderzungenvokal [ɛ]
- Gerundeter halboffener Vorderzungenvokal [œ]
- Ungerundeter fast offener Vorderzungenvokal [æ]
- Ungerundeter offener Vorderzungenvokal [a]
- Gerundeter offener Vorderzungenvokal [ɶ]

## Auswirkung auf die vorausgehenden Konsonanten
In der Geschichte vieler indogermanischer Sprachen veränderten Vorderzungenvokale vorausgehende velare Konsonanten zu palatalen, postalveolaren oder alveolaren Konsonanten. Ähnliche Veränderungen gab es auch in vielen anderen Sprachen, zum Beispiel Japanisch.
Die historische Palatalisierung spiegelt sich in der Orthografie einiger europäischer Sprachen wider, darunter c und g im Italienischen, Spanischen und Französischen, k im Norwegischen und Schwedischen und γ im Griechischen.
|                 | Vor Hinterzungenvokal | Vor Vorderzungenvokal |
| --------------- | --------------------- | --------------------- |
| Englisch "C"    | call [kɒl]            | cell [sɛl]            |
| Englisch "G"    | gall [gɒl]            | gel [dʒɛl]            |
| Französisch "C" | calque [kalk]         | celà [sɞla]           |
| Französisch "G" | gare [gɑʁ]            | gel [ʒɛl]             |
| Italienisch "C" | cara [kaɾa]           | ciao [tʃao̯]           |
| Italienisch "G" | gallo [gallo]         | genere [ˈdʒɛnɛɾɛ]     |
| Schwedisch "K"  | karta [kɑ:rta]        | kär [ɕær]             |
| Schwedisch "G"  | gå [go:]              | gick [jik]            |